# Denton (Kansas)
Denton es una ciudad ubicada en el de condado de Doniphan en el estado estadounidense de Kansas. En el año 2010 tenía una población de 148 habitantes y una densidad poblacional de 370 personas por km².

## Geografía
Denton se encuentra ubicada en las coordenadas 39°43′54″N 95°16′12″O / 39.73167, -95.27000 (39.731568, -95.270025).

## Demografía
Según la Oficina del Censo en 2000 los ingresos medios por hogar en la localidad eran de $30,500 y los ingresos medios por familia eran $40,625. Los hombres tenían unos ingresos medios de $31,875 frente a los $20,417 para las mujeres. La renta per cápita para la localidad era de $12,872. Alrededor del 4.5% de la población estaban por debajo del umbral de pobreza.